# Veliko Selo (gmina Malo Crniće)
Veliko Selo (cyr. Велико Село) – wieś w Serbii, w okręgu braniczewskim, w gminie Malo Crniće. W 2011 roku liczyła 401 mieszkańców.